# Языковое родство
Языково́е родство́ — происхождение языков от одного общего языка-предка. Языки, являющиеся результатами различных путей эволюции одного праязыка, называются ро́дственными и характеризуются регулярными соответствиями на различных уровнях, объяснимых общностью происхождения, а не случайным совпадением или заимствованием: их исконные морфемы находятся в строго определённых соответствиях, отражающих действие исторических звуковых изменений.

## Выявление родства языков
Родство языков может быть определено по набору признаков:
- все или подавляющее большинство фонем в исследуемых языках регулярно соответствуют друг другу, что наблюдается на некоторой части лексики исследуемых языков;
- доля общей для языков лексики возрастает, если рассматривается выборка из более устойчивой лексики (к примеру, слова из списка Сводеша).

Языковое родство устанавливается с помощью сравнительно-исторического метода. Измерение степени родства языков может осуществляться несколькими способами, в том числе в глоттохронологии — с применением статистического исследования лексики.

## Степени языкового родства
В области наименований языковых таксонов (в частности, в отношении понятия семьи языков) существуют различные варианты терминологии. С точки зрения «очевидности» родства могут быть выделены следующие случаи:
- тривиальное родство — свыше 95 % совпадений в базовой лексике, обычно обеспечивающие взаимопонятность. Соответствует различию между наречиями, диалектами, говорами или идиолектами одного языка;
- заметное родство — около 70 % совпадений в базовой лексике. Наблюдается между близкородственными языками (например, между славянскими), носители которых сами осознают сходство;
- конвенциональное родство — 15—35 % совпадений в базовой лексике. Как правило, не осознаётся носителями, но не вызывает сомнений у специалистов. Наблюдается, в частности, в рамках индоевропейской семьи языков;
- дальнее родство — 5—10 % совпадений в базовой лексике. Зачастую является спорным среди специалистов, поскольку неслучайные совпадения трудноотличимы от случайных.